# كينتو أوينو
كينتو أوينو (باليابانية: 上野 賢人) (مواليد 3 أبريل 1997) هو لاعب كرة قدم ياباني.

## وصلات خارجية
- كينتو أوينو على موقع رابطة كرة القدم اليابانية للمحترفين (اليابانية)
- كينتو أوينو على موقع Soccerway.com (الإنجليزية)